# Distretto di Batrun
Il distretto di Batrun  (in arabo البترون ‎?) è un distretto amministrativo del Libano, che fa parte del governatorato del Nord Libano. Il capoluogo del distretto è Batrun.
Nei pressi di Tannourine si trova la cascata delle gole del Baatara.

## Collegamenti esterni

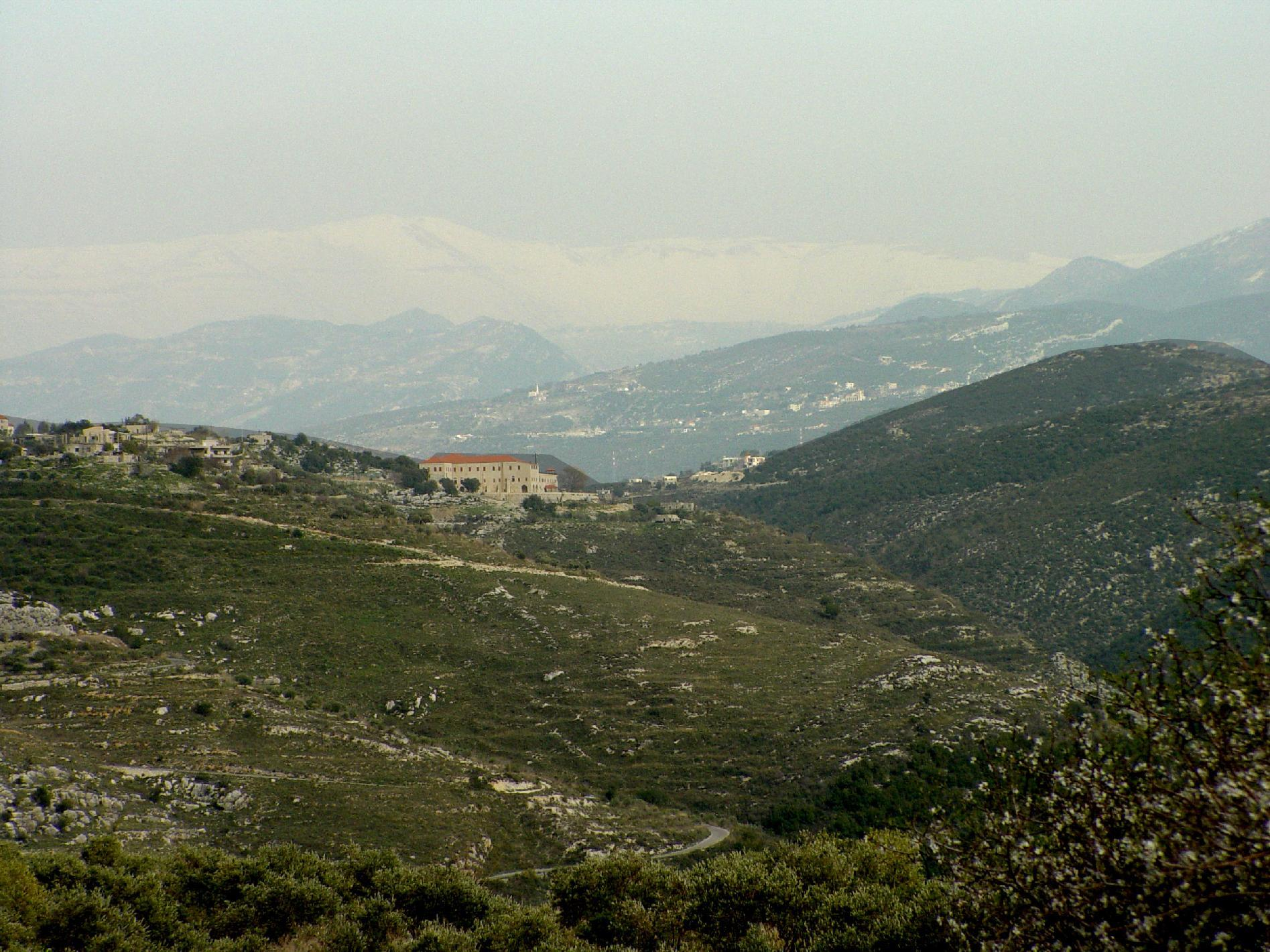
Batroun